# Sagrario
Sagrario ist eine Ortschaft im Departamento Potosí im südamerikanischen Anden-Staat Bolivien.

## Lage
Sagrario ist zentraler Ort des Kanton Sagrario im Municipio Cotagaita in der Provinz Nor Chichas. Die Ortschaft liegt auf einer Höhe von 4675 m am Fuß des Cerro Chorolque, eines 5614 m hohen Berges, der reich an Erzvorkommen von Zinn, Wismut, Silber, Gold und Kupfer ist und durch die Mine „Chorolque“ von verschiedenen Seiten her ausgebeutet wird.

## Geographie
Sagrario liegt auf dem bolivianischen Altiplano in der Anden-Gebirgskette der Cordillera de Chichas. Das Klima in dieser Region ist arid und durch ein deutliches Tageszeitenklima gekennzeichnet, bei dem die mittleren Temperaturschwankungen im Tagesverlauf deutlicher ausfallen als im Ablauf der Jahreszeiten.
Die Jahresdurchschnittstemperatur der Region liegt bei etwa 5 °C (siehe Klimadiagramm Santa Bárbara) und schwankt nur unwesentlich zwischen 0 °C im Juli und 7–8 °C von November bis März. Der Jahresniederschlag beträgt niedrige 220 mm, wobei die Monate April bis Oktober nahezu niederschlagsfrei sind. Nur von November bis März fallen nennenswerte Niederschläge, mit einem Maximum von 50 bis 60 mm Monatsniederschlag im Januar und Februar.

## Verkehrsnetz
Sagrario liegt in einer Entfernung von 341 Straßenkilometern südlich von Potosí, der Hauptstadt des gleichnamigen Departamentos.
Von Potosí aus führt die asphaltierte Nationalstraße Ruta 5 in südwestlicher Richtung 208 Kilometer bis Uyuni, von dort die Ruta 21 über weitere 96 Kilometer bis Atocha. Vier Kilometer südlich von Atocha zweigt eine unbefestigte Landstraße in östlicher Richtung ab, deren Endpunkt nach 26 Kilometern die Stadt Santa Bárbara und der Cerro Chorolque sind; von Santa Bárbara aus umrundet die Straße den Cerro Chorolque an seiner Nordflanke und erreicht nach weiteren sieben Kilometern Sagrario.

## Bevölkerung
Die Einwohnerzahl der Ortschaft ist in den vergangenen beiden Jahrzehnten um etwa zwei Drittel angestiegen:
| Jahr | Einwohner | Quelle       |
| ---- | --------- | ------------ |
| 1992 | 535       | Volkszählung |
| 2001 | 847       | Volkszählung |
| 2012 | 889       | Volkszählung |
| 2024 |           | Volkszählung |

Die Bevölkerung der Region gehört vor allem dem indigenen Volk der Quechua an, 96,1 Prozent der Einwohner im Municipio Cotagaita sprechen Quechua.